# Mora (cours d'eau)
Pour les articles homonymes, voir Mora.
Le Mora est un torrent de la province de Bergame, Lombardie (Italie), et un affluent du Brembo, donc un sous-affluent du Pô par l'Adda.

## Géographie
Le Mora prend sa source dans le mont Verobbio, dans les Alpes bergamasques et arrose le Val Moresca, traversant les communes d'Averara, de Santa Brigida et d'Olmo al Brembo. Après 11 km de parcours, il conflue par la droite dans le Brembo de Mezzoldo à Olmo al Brembo, dans le Val Brembana.